# 김온순 (1812년)
김온순(金蘊淳, 1812년 ~ ?)은 조선 후기의 문신이다. 본관은 신안동이다. 음서 제도로 관직에 올라 참봉 등을 지내고 1862년 문화현령으로 부임한 이래 해주판관, 합천군수, 순창군수, 담양군수, 해주군수, 밀양부사, 수운판관, 임실군수, 진주목사, 청주목사, 안주목사, 다시 청주목사와 안주목사 등 20년간 지방관을 역임하고, 1882년 공조참판으로 발탁되었다. 지방관으로 재직 당시 실적을 인정받아 여러 번 포상을 받았으며, 청주목사 처음 재직 시에는 통정대부로, 두 번째 청주목사 재직 중에는 1882년 1월에 가선대부, 1882년 4월에 가의대부로 승진하였다.
이후 공조참판, 한성부판윤, 공조판서 등을 거쳐 1891년 정헌대부가 되고 기로소에 들어갔으며, 최종 관직은 보국숭록대부 판의금부사에 이르렀다. 김조순, 김달순, 김익순, 김옥균 등의 일족이었다. 서예가 겸 관료 해사 김성근의 아버지이며, 승지를 지낸 김병억의 할아버지이고, 일제 강점기의 관료이자 자작을 역임한 김호규의 증조 할아버지이다. 독립운동가 겸 정치인 송재 서재필의 양외할아버지이기도 하다.

## 생애

### 초기 활동
1812년에 태어났으며 김이의(金履禕)의 아들이었으나 현감(縣監)을 지낸 김이회(金履會)의 양자가 되었다. 김온순의 양아버지 김이회는 사후에 증 이조참의에 증직되었지만, 양자 김온순의 출세로 다시 증 이조참판. 이조판서에 거듭 추증되었다. 음서로 출사하여 1848년 12월 명능참봉(明陵參奉)이 되었으나 1849년 상을 당하여 사퇴하였다.

### 관료 생활 초반
1852년 6월 헌릉참봉(獻陵參奉), 12월 사옹원봉사를 지냈다. 1853년 12월 예빈시직장과 사옹원직장, 1855년 6월 장원서별제, 한성부주부가 되었다가 7월에 다시 상을 당하여 사퇴하였다. 1857년 12월 빈전도감의 낭청으로 참여하여 특별히 승진서용되었으며, 1859년 12월 빙고별제가 되었다.
1860년 3월 다시 장원서별제가 되었다가 5월 한성부주부, 9월 사직서령, 10월 돈녕부판관을 지냈다.

### 지방관 생활
1861년 6월 종친부전부(典簿), 1862년 음력 윤 8월 문화현령(文化縣令)으로 부임하였다. 이후 해주판관(海州判官)으로 나갔다가 1865년 1월 7일 합천군수(陜川郡守)로 나갔다가 종3품으로 승진했다. 그해 5월 23일 순창 군수(淳昌郡守) 이승락(李承洛)과 직책을 교체하여 그가 순창군수(淳昌郡守)로 부임하였다.
1866년 2월 고종의 왕비 간택 때 그의 딸 중 한명도 간택대상자에 해당되었으나 그는 병을 이유로 예조를 통해 간택에 불참하였다. 1866년 6월 선정으로 별천되기도 했다. 그해 6월 18일 선치를 베푼 지방관들을 포상할 때 활과 화살과 통개(筒箇)를 고종에게 선물로 하사받았다.
1868년 8월 24일 담양부사(潭陽府使)로 부임하였다. 담양 부사로 재직 중에는 세금을 크게 줄여 칭송을 받았다. 승정원 일기 계목에 의하면 그가 '백성에게 거두어들이는 것을 줄이지 않은 것이 없고 상납목(上納木)을 시가(市價)보다 줄였으며 해장죽(海長竹)은 그 잡비(雜費)를 제거하여 가는 곳마다 혜택을 입혔으므로 아직도 인자한 유풍(遺風)을 볼 수 있습니다'라는 이조의 보고가 올라가기도 했다.
1872년 7월 16일 해주판관(海州判官)이 되었다가 다시 해주군수가 되었다. 1874년 7월 12일 밀양부사(密陽府使)를 거쳐 11월 수운판관으로 내직으로 돌아왔다. 11월 13일에는 황해도 암행어사(黃海道暗行御史) 조병필(趙秉弼)이 그가 해주판관으로 있을 때 군호(軍戶)가 고르게 보급되었다고 치적을 보고하여 특별히 통훈대부로 승진하였다. 11월 27일 수원부 판관으로 부임하였다. 이후 1875년 9월 부모의 병으로 사직을 청하는 임실 현감(任實縣監) 민두호(閔斗鎬)를 배려하여 고종은 특별히 임실현감 민두호를 수원부판관으로 임명하고 김온순을 임실군수로 임명해 내려보냈다. 1876년 12월 진주목사로 부임하였다.
진주목사로 재직 중 조정에 바칠 공물의 수가 적자, 김온순은 무리하게 거두지 않고 차라리 자신의 녹봉을 감하여 조정에 공물을 바쳤다. 이를 안 이조가 계목을 올려 그를 치하하였다.
| “ | 사환미 1460석을 자신의 녹봉을 덜어서 정해진 숫자대로 입본하였습니다. 위의 두 고을 수령에게는 숙마(熟馬)를 하사해야 하겠습니다. | ” |
|   | — 승정원일기 고종 14년 정축(1877년, 광서3) 8월 21일(계묘) 좌목                                                                 |   |

고종은 지방관 인사 실적과 암행어사들의 계본을 보고는 "전 진주 목사(晉州牧使) 김온순(金蘊淳)은 과연 잘 다스렸구나."하고 칭송하기도 했다. 1878년 4월 26일 청주목사로 부임하였다. 1879년 8월에는 선혜청으로부터 정공(正供)으로 거두어들이는 세금이 가장 낮다는 이유로 탄핵을 당했지만 고종이 알아서 하겠다 하고 무마시켰다.
청주목사 재직 중 1879년 4월 통정대부로 가자되고 7월 안주목사로 부임하였다. 1880년 1월 청주목사로 다시 부임했다. 두 번째 청주목사로 재직 중 두 번 승진했는데, 1881년 1월 시종신(侍從臣)의 아버지라 하여 특별히 가선대부로 승진했다. 그해 4월 약방도제조를 겸임한 흥인군 이최응의 특별 건의로 다시 가의대부로 승진했다.
| “ | 청주 목사(淸州牧使) 김온순(金蘊淳)은 주군(州郡)을 여러 차례 맡아서 일찍이 명성과 공적이 드러났으며, 이 피폐한 고을에 부임한 지 1년 만에 포장(逋帳)에서 17만이나 되는 수량을 모두 추쇄하여 공화(公貨)가 기준량대로 완납될 수 있게 되었고 백성들의 병폐도 바로잡을 수 있게 되었습니다. 이처럼 훌륭한 솜씨를 가진 자는 장려하는 법전을 시행하는 것이 합당합니다. 특별히 가자(加資)하는 것이 어떻겠습니까? | ” |
|   | — 흥인군 이최응의 상소 |   |

이에 고종이 윤허하여 다시 청주목사 재직 중 가의대부가 되었다.

### 정치 활동
1881년 7월 29일 다시 안주목사가 되었다가 1882년 9월 공조참판으로 발탁되었고, 9월 14일 오위도총부 부총관이 되었다. 1882년 8월 1일 한성부 판윤이 되었다가 다시 8월 27일 공조판서가 되었다. 11월 20일 동지의금부사가 되고 11월 21일 겸 경연특진관이 되었다.
1883년 행호군으로 전임되었다가 8월 1일 자헌대부 한성부 판윤으로 발탁되었다가 8월 20일 대호군으로 전임되었다. 상소를 올려 사직하려 하였으나 고종이 만류하였다. 8월 27일 공조판서를 천거할 때 고종이 특별히 3망까지 받았는데도 김온순의 이름을 더 넣어서 결국 그로 낙점하여 임명했다. 9월 19일 대호군으로 다시 전임되었다.
1884년 5월 지의금부사가 되었다. 그해 12월의 갑신정변 사건으로 사직소를 올리고 지방으로 내려가 있었다. 1885년 5월 29일 동지의금부사가 되고 그날 다시 지의금부사가 됐다. 그러나 병으로 지방에 내려가 있었으므로 의금부 회의에 소집할 수 없었다.

### 생애 후반
1888년 4월 29일 다시 지의금부사로, 5월 12일에는 대호군이 되었다. 1891년 1월 행 호군으로 전임되었다가 80세의 고령으로 특별히 은전으로 정헌대부(正憲大夫)로 가자되고 기로소에 들어갔다. 그해 1월 지돈녕부사에 제수되고, 4월 24일 다시 지돈녕부사에 임명되었다.
1892년 2월 판의금부사가 되었다. 1892년 5월 22일 내금위대호군이 되고, 대호군 재직 중 그해 11월 5일 전직 승정원승지 김병억(金炳億)의 할아버지라는 이유로 특별히 숭정대부(崇政大夫)로 승진, 그날 상호군에 임명되었다. 1893년 2월 19일 다시 판의금부사가 제수되었다. 최종 관직은 보국숭록대부에 이르렀다.

## 가족 관계
- 할아버지 : 김방행(金方行)
  - 아버지 : 김이회(金履會)
    - 부인 : ?
      - 장녀 : 안동김씨
      - 사위 : 서광하(徐光夏)
        - 외손자 : 서재필(徐載弼, 1864년 1월 7일 - 1951년 1월 5일)

      - 장남 : 김완근(金完根)
        - 손자 : 김병억(金炳億)

      - 차남 : 김성근(金聲根, 1835년 양력 3월 19일~1919년 양력 11월 27일)
        - 손자 : 김병칠(金炳七)
        - 손자 : 김병팔(金炳八)

## 같이 보기
- 서재필
- 김병억
- 김성근
- 김호규